# Ermida de Santa Margarida do Pereiro

Vista geral da ermida.

A Ermida de Santa Margarida situa-se no Casal do Pereiro, numa pequena colina fronteira ao vale da Ribeira de Ulme. O acesso ao alto da colina faz-se por uma escadaria. Do seu adro, contempla-se uma vista deslumbrante sobre vastidão da Lezíria. A ermida faz actualmente parte de uma propriedade particular.
A ermida data de 1926, apresentando uma arquitectura neo-barroca de cunho fortemente popular. A frontaria é guarnecida com um alpendre. No interior do templo, na parede do fundo, existe um pequeno nicho preenchido por um painel oval de azulejos neo-barrocos, datados do início do século XX, no qual se encontra representada Santa Margarida. O edifício inclui ainda uma pequena sacristia.